# Municipio de Huautla
El municipio de Huautla es uno de los ochenta y cuatro municipios que conforman el estado de Hidalgo, México. La cabecera municipal y localidad más poblada es Huautla.
El municipio se localiza al noreste del territorio hidalguense entre los paralelos 20°55′ y 21°10′ de latitud norte; los meridianos 98°8′ y 98°21′ de longitud oeste; con una altitud entre 100 y 800 m s. n. m. Este municipio cuenta con una superficie de 292.31 km², y representa el 1.40 % de la superficie del estado; dentro de la región geográfica denominada como la Huasteca hidalguense.
Colinda al norte con el municipio de Huejutla de Reyes y el estado de Veracruz de Ignacio de la Llave; al este con el estado de Veracruz de Ignacio de la Llave; al sur con el estado de Veracruz de Ignacio de la Llave y los municipios de Xochiatipan y Atlapexco; al oeste con los municipios de Atlapexco y Huejutla de Reyes.

## Toponimia
Del náhuatl Cuautli ‘árbol’ y tlan ‘lugar’ por lo que su significado sería: ‘Lugar donde hay árboles o arboledas’. También otro origen del nombre podría ser Cuauhtlan o Quauhtlan, constituido por el término cuauhtli que significa 'águila', y por el locativo abundancial -tlan, que al componerse se traduciría como 'El lugar donde abundan las águilas'.

## Geografía

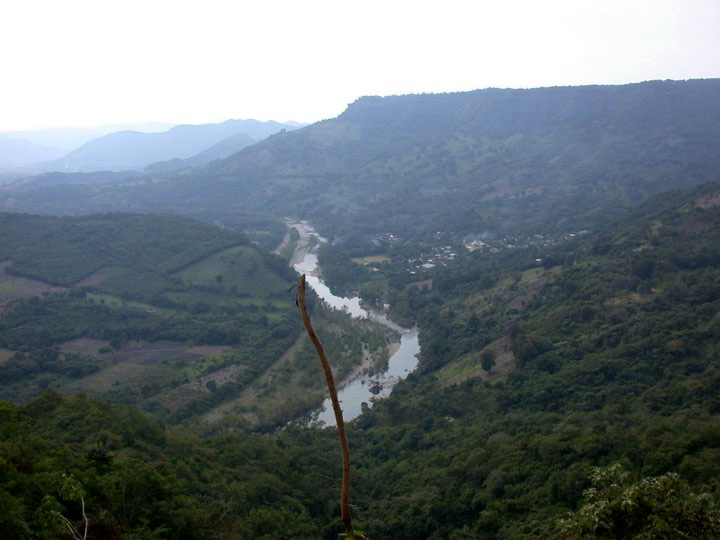
En el extremo Sur de la meseta de Huautla, se encuentra el sitio conocido como Temimiyahuaco.

### Relieve e hidrográfica
En cuanto a fisiografía se encuentra dentro de las provincias de Sierra Madre Oriental (91.0%) y Llanura Costera del Golfo Norte (9.0%); dentro de la subprovincias de Carso Huasteco (91.0%), Llanuras y Lomeríos (9.0%). Su territorio es sierra (91.0%), valle (6.0%) y lomerío (3.0%).
En cuanto a su geología corresponde al periodo paleógeno (71.5%), cuaternario (16.5%) y neógeno (11.5%). Con rocas tipo ígnea extrusiva: basalto (11.5%); Sedimentaria: lutita–arenisca (71.5%); Suelo: aluvial (16.5%). En cuanto a edafología el suelo dominante es leptosol (29.5%), phaeozem (28.0%), luvisol (22.0%), vertisol (16.0%) y regosol (4.0%).
En lo que respecta a la hidrología se encuentra posicionado en la región hidrológica del Pánuco; en la cuenca del río Moctezuma; dentro de la subcuencas del río Calabozo (88.0%) y río los Hules (12.0%). Las principales fuentes de este municipio son los ríos Beltrán, San Gregorio, Pantepec y Ardilla; también cuenta con algunos arroyos en diferentes comunidades.

### Clima
El territorio municipal se encuentran los siguientes climas con su respectivo porcentaje: Semicálido húmedo con abundantes lluvias en verano (45.0%), semicálido húmedo con lluvias todo el año (42.0%) y cálido subhúmedo con lluvias en verano (13.0%).

### Ecología
En cuanto a flora se compone de bosques con una variedad de árboles como el encino, cedro entre otros. En cuanto a fauna las especies predominantes son gato montés, el conejo y la liebre, aves de rapiña como el zopilote y algunos reptiles como la víbora de cascabel.

## Demografía

### Población
De acuerdo a los resultados que presentó el Censo Población y Vivienda 2020 del INEGI, el municipio cuenta con un total de 20 673 habitantes, siendo 9861 hombres y 10 812 mujeres. Tiene una densidad de 70.7 hab/km², la mitad de la población tiene 35 años o menos, existen 91 hombres por cada 100 mujeres.
El porcentaje de población que habla lengua indígena es de 68.75 %, y el porcentaje de población que se considera afromexicana o afrodescendiente es de 0.60 %. En el municipio se habla principalmente Náhuatl de la Huasteca hidalguense.
Tiene una Tasa de alfabetización de 98.3 % en la población de 15 a 24 años, de 79.7 % en la población de 25 años y más. El porcentaje de población según nivel de escolaridad, es de 13.3 % sin escolaridad, el 57.6 % con educación básica, el 19.0 % con educación media superior, el 9.8 % con educación superior, y 0.3 % no especificado.
El porcentaje de población afiliada a servicios de salud es de 85.5 %. El 11.0 % se encuentra afiliada al IMSS, el 69.6 % al INSABI, el 12.7 % al ISSSTE, 4.2 % IMSS Bienestar, 1.4 % a las dependencias de salud de PEMEX, Defensa o Marina, 2.0 % a una institución privada, y el 1.0 % a otra institución. El porcentaje de población con alguna discapacidad es de 9.5 %. El porcentaje de población según situación conyugal, el 40.5 % se encuentra casada, el 28.8 % soltera, el 17.1 % en unión libre, el 2.8 % separada, el 0.4 % divorciada, el 10.4 % viuda.
Para 2020, el total de viviendas particulares habitadas es de 5541 viviendas, representa el 0.6 % del total estatal. Con un promedio de ocupantes por vivienda 3.7 personas. Predominan las viviendas con tabique y block. En el municipio para el año 2020, el servicio de energía eléctrica abarca una cobertura del 98.6 %; el servicio de agua entubada un 10.1 %; el servicio de drenaje cubre un 65.0 %; y el servicio sanitario un 99.0 %.

### Localidades

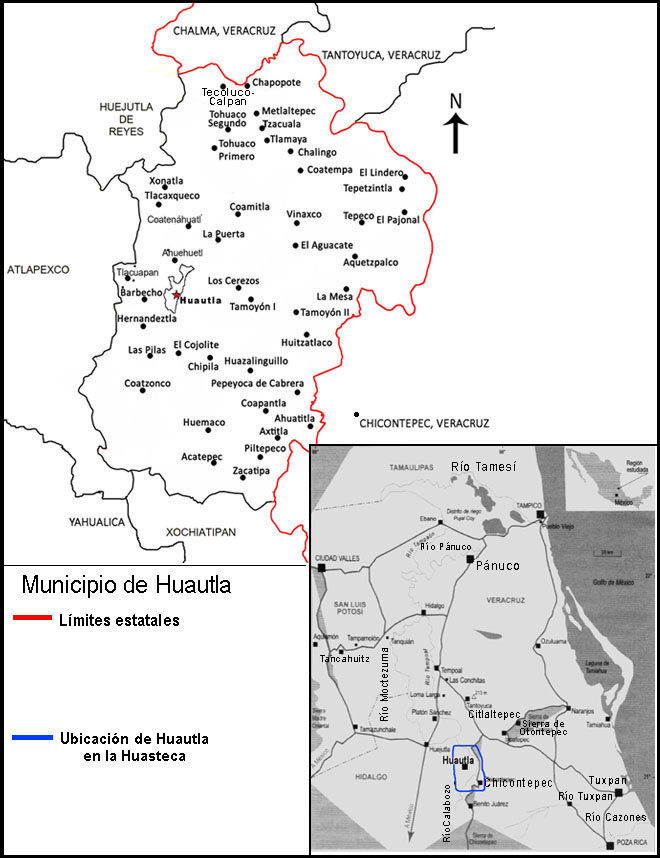
Localidades de Huautla.

Para el año 2020, de acuerdo al Catálogo de Localidades, el municipio cuenta con 68 localidades.
| Código INEGI | Localidad                                | Población (2020) | Porcentaje (%) | Ámbito Población | Categoría Población |
| ------------ | ---------------------------------------- | ---------------- | -------------- | ---------------- | ------------------- |
| 130250001    | Huautla                                  | 3806             | 18.41          | Urbano           | Cabecera municipal  |
| 130250002    | Acatepec                                 | 1078             | 5.21           | Rural            | Comunidad           |
| 130250038    | Tamoyón I                                | 905              | 4.38           | Rural            | Comunidad           |
| 130250018    | Chalingo                                 | 534              | 2.58           | Rural            | Comunidad           |
| 130250050    | Tzacuala                                 | 532              | 2.57           | Rural            | Comunidad           |
| 130250005    | Ahuehuetl                                | 524              | 2.53           | Rural            | Comunidad           |
| 130250036    | Huazalinguillo                           | 503              | 2.43           | Rural            | Comunidad           |
| 130250046    | Tlacuapan                                | 501              | 2.42           | Rural            | Comunidad           |
| 130250004    | Ahuatitla                                | 494              | 2.39           | Rural            | Ranchería           |
| 130250013    | Coatzonco                                | 477              | 2.31           | Rural            | Ranchería           |
| 130250008    | El Barbecho                              | 413              | 2.00           | Rural            | Ranchería           |
| 130250026    | El Ixtle                                 | 411              | 1.99           | Rural            | Ranchería           |
| 130250035    | Los Puentes                              | 383              | 1.85           | Rural            | Ranchería           |
| 130250054    | Zacatipa                                 | 377              | 1.82           | Rural            | Comunidad           |
| 130250016    | Coatenáhuatl                             | 360              | 1.74           | Rural            | Ranchería           |
| 130250006    | Aquetzpalco                              | 348              | 1.68           | Rural            | Ranchería           |
| 130250009    | Los Cerezos                              | 340              | 1.64           | Rural            | Ranchería           |
| 130250042    | Tepeco                                   | 328              | 1.59           | Rural            | Ranchería           |
| 130250003    | El Aguacate                              | 307              | 1.49           | Rural            | Ranchería           |
| 130250064    | Vicente Guerrero                         | 307              | 1.49           | Rural            | Ranchería           |
| 130250028    | La Mesa                                  | 304              | 1.47           | Rural            | Ranchería           |
| 130250030    | Pahuatitla                               | 304              | 1.47           | Rural            | Ranchería           |
| 130250029    | Metlatepec                               | 299              | 1.45           | Rural            | Ranchería           |
| 130250021    | Chipila                                  | 296              | 1.43           | Rural            | Ranchería           |
| 130250012    | Coatzacoatl                              | 286              | 1.38           | Rural            | Ranchería           |
| 130250011    | Coapantla                                | 283              | 1.37           | Rural            | Ranchería           |
| 130250020    | Chiliteco                                | 269              | 1.30           | Rural            | Ranchería           |
| 130250023    | Huemaco                                  | 257              | 1.24           | Rural            | Ranchería           |
| 130250025    | Ixtlahuac                                | 254              | 1.23           | Rural            | Ranchería           |
| 130250027    | El Lindero                               | 253              | 1.22           | Rural            | Ranchería           |
| 130250014    | El Cojolite                              | 250              | 1.21           | Rural            | Ranchería           |
| 130250007    | Banderas                                 | 249              | 1.20           | Rural            | Ranchería           |
| 130250037    | Santo Domingo                            | 243              | 1.18           | Rural            | Ranchería           |
| 130250022    | Hernándeztla                             | 233              | 1.13           | Rural            | Ranchería           |
| 130250060    | La Puerta                                | 229              | 1.11           | Rural            | Ranchería           |
| 130250034    | Piltepeco                                | 215              | 1.04           | Rural            | Ranchería           |
| 130250059    | Terrero                                  | 212              | 1.03           | Rural            | Ranchería           |
| 130250053    | Xóchitl                                  | 204              | 0.99           | Rural            | Ranchería           |
| 130250033    | Las Pilas                                | 188              | 0.91           | Rural            | Ranchería           |
| 130250047    | Tohuaco Amatzintla (Tohuaco III)         | 181              | 0.88           | Rural            | Ranchería           |
| 130250048    | Tohuaco I                                | 179              | 0.87           | Rural            | Ranchería           |
| 130250079    | Milkaual                                 | 176              | 0.85           | Rural            | Ranchería           |
| 130250010    | Coamitla                                 | 174              | 0.84           | Rural            | Ranchería           |
| 130250044    | Tepexquimitl                             | 152              | 0.74           | Rural            | Ranchería           |
| 130250049    | Tohuaco II                               | 152              | 0.74           | Rural            | Ranchería           |
| 130250039    | Tamoyón II                               | 149              | 0.72           | Rural            | Ranchería           |
| 130250032    | Pepeyoca de Cabrera                      | 140              | 0.68           | Rural            | Ranchería           |
| 130250078    | Fraccionamiento Núñez Soto               | 139              | 0.67           | Rural            | Ranchería           |
| 130250043    | Tepetzintla                              | 139              | 0.67           | Rural            | Ranchería           |
| 130250052    | Vinasco                                  | 135              | 0.65           | Rural            | Ranchería           |
| 130250067    | Tlalpane                                 | 116              | 0.56           | Rural            | Ranchería           |
| 130250040    | Tecoluco Calpan                          | 115              | 0.56           | Rural            | Ranchería           |
| 130250015    | Coatempa                                 | 108              | 0.52           | Rural            | Ranchería           |
| 130250019    | Chiatitla                                | 101              | 0.49           | Rural            | Ranchería           |
| 130250024    | Huitzotlaco                              | 93               | 0.45           | Rural            | Ranchería           |
| 130250072    | Barrio Alto                              | 82               | 0.40           | Rural            | Ranchería           |
| 130250058    | Axtitla                                  | 80               | 0.39           | Rural            | Ranchería           |
| 130250055    | 14 de Mayo                               | 77               | 0.37           | Rural            | Ranchería           |
| 130250069    | La Loma                                  | 77               | 0.37           | Rural            | Ranchería           |
| 130250017    | Chalacuaco                               | 70               | 0.34           | Rural            | Ranchería           |
| 130250031    | El Pajonal                               | 69               | 0.33           | Rural            | Ranchería           |
| 130250071    | Barrio Hondo                             | 45               | 0.22           | Rural            | Ranchería           |
| 130250041    | Tempexquisco                             | 44               | 0.21           | Rural            | Ranchería           |
| 130250063    | 21 de Enero                              | 40               | 0.19           | Rural            | Ranchería           |
| 130250061    | El Progreso                              | 33               | 0.16           | Rural            | Ranchería           |
| 130250051    | Tzocohuijapa                             | 30               | 0.15           | Rural            | Ranchería           |
| 130250068    | Lindero                                  | 15               | 0.07           | Rural            | Ranchería           |
| 130250080    | El Nuevo Amanecer (Los Noguera) [Rancho] | 6                | 0.03           | Rural            | Ranchería           |

## Política
Se erigió como municipio el 15 de febrero de 1826. El Ayuntamiento está compuesto por: un presidente municipal, un síndico y ocho regidores. De acuerdo al Instituto Nacional electoral (INE) el municipio está integrado por veintiséis secciones electorales, de la 0405 a la 0430. Para la elección de diputados federales a la Cámara de Diputados de México y diputados locales al Congreso de Hidalgo, se encuentra integrado al distrito electoral federal 1 de Hidalgo y al distrito electoral local 4 de Hidalgo. A nivel estatal administrativo pertenece a la Macrorregión IV y a la Microrregión XII, además de a la Región Operativa VIII Tlanchinol.

### Cronología de presidentes municipales
| Periodo                  | Nombre                            | Afiliación política        |
| ------------------------ | --------------------------------- | -------------------------- |
| 1964-1967                | Joaquín Leines Ramos              | -                          |
| 1967-1970                | Leopoldo Rodríguez Uribe          | -                          |
| 1970-1973                | Ignacio Martínez Terán            | -                          |
| 1973-1975                | Justiniano Oviedo Terán           | -                          |
| 1975-1976                | Camerino Ramos Ramírez (interino) | -                          |
| 1976-1979                | Felipe López Hidalgo              | -                          |
| 1979-1982                | Heliodoro Hervert Sagaón          | -                          |
| 1982-1985                | Galo Terán Cabrera                | -                          |
| 1985-1988                | Pedro Sagaón Contreras            | -                          |
| 1988-1991                | Bonifacio López Savala            | -                          |
| 1991-1994                | Gonzalo de la Cruz Olivares       | -                          |
| 16/01/1994 al 15/01/1997 | Isidoro Vite Hernández            | PRI                        |
| 16/01/1997 al 15/01/2000 | Hilarión Ortega Castelán          | PRI                        |
| 16/01/2000 al 15/01/2003 | Raúl Hernández Vite               | PRI                        |
| 16/01/2003 al 15/01/2006 | Perfecto de la Cruz Alvarado      | PRI                        |
| 16/01/2006 al 15/01/2009 | Antonio Contreras Ramírez         | PRD                        |
| 16/01/2009 al 15/01/2012 | Noel Medécigo Sánchez             | Mas x Hidalgo              |
| 16/01/2012 al 04/09/2016 | Felipe Juárez Ramírez             | PC                         |
| 05/09/2016 al 04/09/2020 | Martha Hernández Velasco          | Un Hidalgo con Rumbo       |
| 05/09/2020 al 14/12/2020 | Salomón Ramos Silva               | Concejo municipal Interino |
| 15/12/2020 al 23/11/2022 | Felipe Juárez Ramírez             | PESH                       |
| 24/11/2022 al 18/12/2022 | Guillermo Bautista Ramos          | Alcalde Interino           |
| 19/12/2022 al 04/09/2024 | Artemio Martínez Rebolledo        | PESH                       |
| 05/09/2024 al 04/09/2027 | Jorge Alberto Hernández Cortés    | PT                         |

## Economía

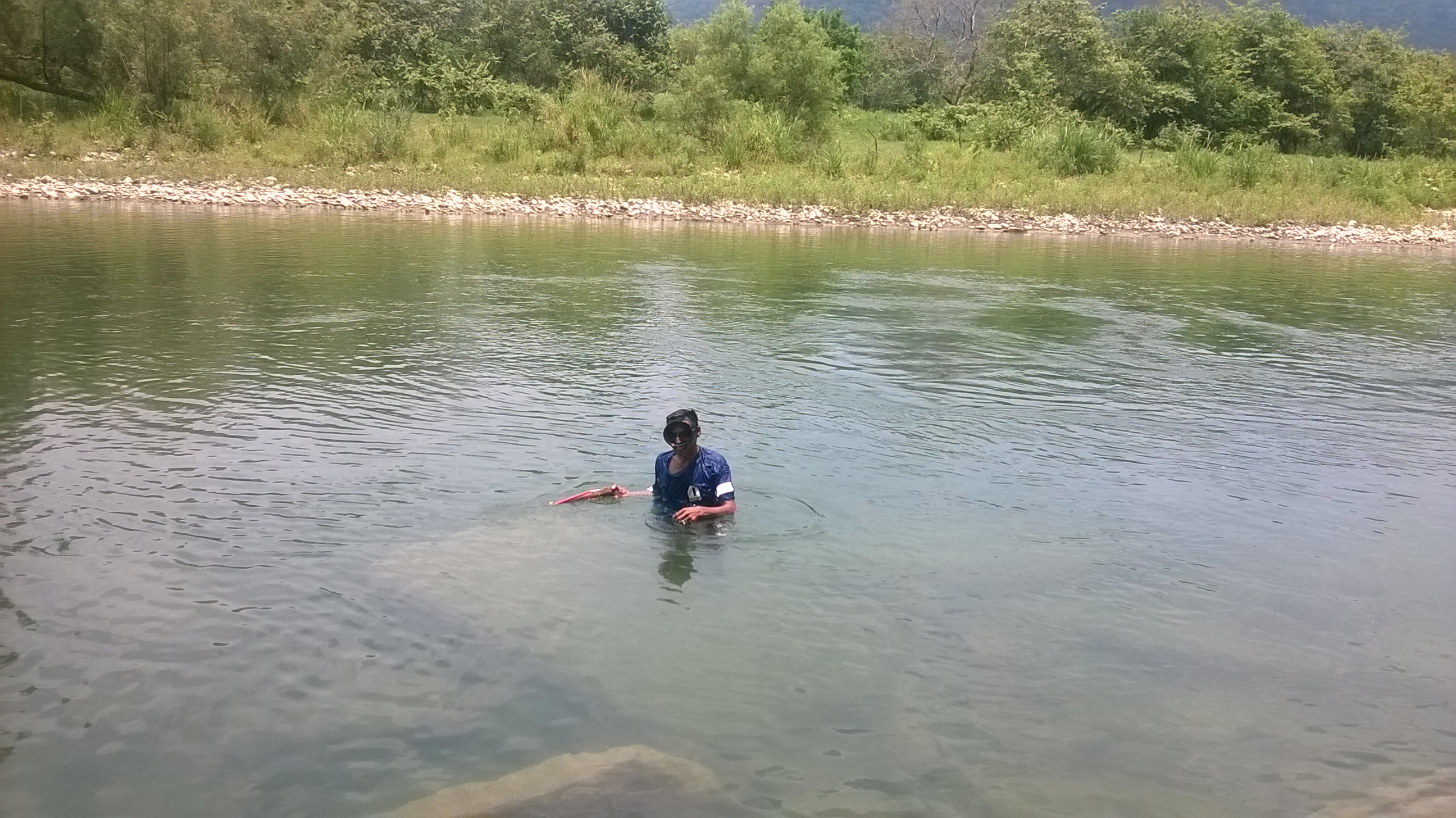
Pescador del río Calabozo, en la sección que corresponde a la comunidad de Coatzonco.

En 2015 el municipio presenta un IDH de 0.675 Medio, por lo que ocupa el lugar 58.º a nivel estatal; y en 2005 presentó un PIB de $314 080 558 pesos mexicanos, y un PIB per cápita de $13 946 (precios corrientes de 2005).
De acuerdo con el Consejo Nacional de Evaluación de la Política de Desarrollo Social (Coneval), el municipio registra un Índice de Marginación Alto. El 38.8% de la población se encuentra en pobreza moderada y 38.4% se encuentra en pobreza extrema. En 2015, el municipio ocupó el lugar 77 de 84 municipios en la escala estatal de rezago social.
A datos de 2015, en materia de agricultura, en este municipio los principales cultivos son e lmaíz con una superficie sembrada de 7291 ha y seguido con 676 ha de fríjol. En ganadería se lleva a cabo la engorda y cría para la leche y carne de bovinos, con una población de 2696 cabezas; 1950 cabezas de porcino, y 87 cabezas de ganado ovino. En avicultura, se crían pavos, teniendo una producción de 35 969 cabezas.
Para 2015 existen 367 unidades económicas, que generaban empleos para 1015 personas. En lo que respecta al comercio, se cuentan en el municipio 14 establecimientos de Diconsa, 4 tiendas de lechería Liconsa y un tianguis.
De acuerdo con cifras al año 2015 presentadas en los censos económicos del INEGI, la Población Económicamente Activa (PEA) de 12 años y más del municipio asciende a 6155 de las cuales 5977 se encuentran ocupadas y 178 se encuentran desocupadas. El 61.67% pertenece al sector primario, el 9.70% pertenece al sector secundario, el 27.84% pertenece al sector terciario.